# Marpent
 Marpent  es una población y comuna francesa, en la región de Norte-Paso de Calais, departamento de Norte, en el distrito de Avesnes-sur-Helpe y cantón de Maubeuge-Nord.

## Demografía
| 3123 | 3084 | 3155 | 2825 | 2717 | 2649 |
| Para los censos de 1962 a 1999 la población legal corresponde a la población sin duplicidades (Fuente: INSEE [Consultar]) |      |      |      |      |      |